# Harosomanahalli, Channarayapatna
Harosomanahalli là một làng thuộc tehsil Channarayapatna, huyện Hassan, bang Karnataka, Ấn Độ.